# Рушака, Халид
Халид Яхья Рушака (суахили Khalid Yahya Rushaka; род. 26 апреля 1980) — танзанийский пловец, специалист по плаванию вольным стилем. Выступал за сборную Танзании по плаванию во второй половине 2000-х годов, участник чемпионата мира в Мельбурне и летних Олимпийских игр в Пекине. Также известен как спортивный функционер, тренер по плаванию.

## Биография
Халид Рушака родился 26 апреля 1980 года. Заниматься плаванием начал в раннем детстве по наставлению своего отца, первое время тренировался самостоятельно по видео на YouTube, позже проходил подготовку в плавательном клубе UDSM в Дар-эс-Саламе под руководством тренера Джона Белелы. За свои небывалые способности к плаванию получил прозвище «Танзанийский дельфин».
Впервые заявил о себе на взрослом международном уровне в сезоне 2007 года, когда вошёл в основной состав танзанийской национальной сборной и побывал на чемпионате мира по водным видам спорта в Мельбурне, где выступил в плавании на 50 и 100 метров вольным стилем.
Благодаря череде удачных выступлений привлёк к себе внимание Олимпийского комитета Танзании и удостоился права защищать честь страны на летних Олимпийских играх 2008 года в Пекине — таким образом стал первым в истории танзанийским пловцом, сумевшим выступить на Олимпийских играх. Стартовал в третьем квалификационном заплыве мужского плавания на 50 метров вольным стилем и показал время 28,50 секунды, расположившись на 84 позиции в общем зачёте и не сумев пройти в следующий полуфинальный этап.
После завершения спортивной карьеры проходил обучение в академии ISR в Пусане, Южная Корея. Вернувшись на родину, занялся созданием плавательной олимпийской программы в Танзании, осуществлял тренерскую деятельность в собственном спортивном клубе Arusha, созданном для подготовки талантливых танзанийских пловцов, не имеющих возможности тренироваться в зарубежных школах. Является основателем и CEO компании Sports Network Tanzania. Возглавляет национальную сборную Танзании по плаванию.